# Далмација у Народноослободилачкој борби
Далмација је након окупације Југославије од фашистичког агресора и успоставе НДХ подељена између НДХ и Италије Римским уговорима. Оружани устанак у Далмацији започео је паралелно са устанком у западној Босни и Лици. Након капитулације Италије у септембру 1943. године, Далмацију су у целости ослободиле јединице Народноослободилачке војске Југославије. Након немачке офанзиве са 1943. на 1944. годину, Далмација је припојена НДХ, са стационираним немачким трупама. Далмацију су коначно ослободиле јединице НОВЈ у децембру 1944. године.

## Окупација
После Априлског рата 1941. године Далмнација је подељена између Итлаије и Назависне Државе Хрватске. Римским уговорима од 18. маја, Италија је анектирала део Далмације јужно од реке Зрмање, западно од пруге Книн-Сплит, са градовима Шибеником и Сплитом и острвима испред ове бале, као и острва Мљет, Корчулу, Вис и Шолту. Италијанска војска задржала се и у делу Далмације који је припао НДХ, тзв. Друга зона.
У обалном подручју и на острвима формирана је италијанска Војно-поморска команда Далмације. На анектираном подручју успостављен је Цивилни комесаријат за Далмацију, који је убрзо претворен у покрајинску управу, Управу Далмације са седиштем у Задру. Управа је у анектираном делу одмах започела провођење присилне политике италијанизације у свим обласима живота.
У подручју Друге зоне до септембра 1941, остала је формална власт НДХ, али под снажним утицајем италијанске експанзионистичке политике. Међу српским живљем у области Книнске крајине италијанске су власти подржале стварање четничких формација.

## Припреме и почетак оружаног устанка 1941.
Примпремама за оружани устанак руководио је Покрајински комитет КПХ за Далмацију. Још за Априлског рата започело се са скупљањем и скривањем оружја и муниције. У априлу је у Далмацију дошао Марко Орешковић. Уз његову помоћ, ПК је формирао Војну комисију, а касније и војне комисије при окружним, котарским и градским комитетима. Те комисије су формирале прве ударне групе, које су до почетка устанка вршиле диверзије и саботаже у северној и средњој Далмацији.
Након избијања устанка у Босни и Лици, почетком августа 1941, из Загреба су илегално стигли у Далмацију делегати Централног комитета КПХ Павле Пап Шиља и Мирко Ковачевић, чији је задатак био да убрзају прелазак с диверзантских акција на оружани устанак. На састанку Покрајинског комитета КПХ за Далмацију, одржаног 7. августа, одлучено је да се у року од три дана формира седам партизанских одреда и пребаци их се у Лику и Босну. Од 8. до 14. августа основани су Сплитски, Шибенски, Водичко-затонски, Примоштенско-крапањски, Солински, Трогирски и Сињски партизански одред. Због недовољних припрема и слабе организације пребацивања, скоро сви ови одреди били су разбијени или су престали да постоје. Један од разлога овог неуспеха је био што су у почетку устанком руководили људи који нису били из тих крајева, попут Папа и Ковачевића, те нису могли да познају праву ситуацију на терену. Нови одреди почели су да се оснивају тек крајем септембра 1941. године.
Италијани су у првој половини септембра поново окупирали Другу зону, чиме су обухавтили сав преостали део Далмације. У другој половини октобра италијанске власти су установиле Специјални суд за Далмацију ради сузбијања Народноослободилачког покрета. Почетком октобра у Далмацију је стигао секретар Централног комитета КПХ, Раде Кончар, да би помагао у организовању оружане борбе. У овом су раздобљу вршене многе акције и диверзије у Сплиту и Шибенику, а и обновљени неки партизански одреди попут Сињског и Солинског одреда. Такође је основан и Ливањски одред у околици Ливна. Осим ових одреда, у околици многих градова постојале су нмоге партизнаске групе. Да би се ефикасније руководило овим одредима и групама, у децембру је од војног руководства при ПК Далмације формиран Штаб Далматинско-динарског одреда, чији је командант био Вицко Крстуловић, политички комесар Војин Зиројевић, а оперативни официр Максимилијан Баће.

## Борбе од почетка 1942. до капитулације Италије
У партизанским јединицама је до почетка 1942. године било око 500 бораца. Партизанске јединице, тада још међусобно неповезане, усмериле су активност на нападање италијанских колона и жандармеријских станица, рушење путева и телефонских и телеграфских веза. Због све веће подршке народа НОП-у и јачања партизанске активности, Италијани и усташе су по бројним граодвима и селима извршили хапшења, стрељања и одвођења у интернацију. Осим тога, 31. марта су извели акцију на планини Свилаји с намером да униште Динарски партизански одред. Италијани су извршили и реорганизацију окупационих снага и 18. јануара формирали нови, Осамнаести армијски корпус, чије су трупе запоседале Далмацију од Зрмање до Неретве и део Босне. Јединице Осамнаестог корпуса бројиле су тада 50.247 војника. Мобилизацијом и принудом уз помоћ окупационих снага, четници Книнске крајине формирали су своју Динарску дивизију.
Италијанске власти проводиле су сталну италијанизацију, вршиле реквизиције, експропријације и концесије, појачан је прогон словенског стнаовништва. Све је ово у народу јачало антифашистичко расположење, што је за последицу имало прилив нових бораца у партизанске јединице, стварање првих органа народне власти и давање помоћи НОП-у и партизанима. По успостављању везе са Главним штабом Хрватске, Штаб Далматинско-динарског одреда је крајем парила добио назив Штаб Четврте оперативне зоне. Под његово руководство стављене су јединице са укупно 1.030 бораца. Ради појачавања борбе против четника у Далмацији, наредбом Главног штаба Хрватске у Далмацију се пребацио део бораца из личких партизанских јединица.
Почетком јуна, на Динари је одржано тродневно саветовање политичких и војних представника, на челу са секретаром ПК КПХ за Далмацију и командантом Четврте оперативне зоне Вицком Крстуловићем. Одлучено је да се приђе формирању нових одреда и батаљона и да се успоставе народноослободилачки одбори за општине и котаре. После саветовања, формиран је Први далматински ударни батаљон, који је са још једним батаљоном образовао Одред за средњу Далмацију. У то време постојала је слободна територија у Буковици, на Динари, на Биокову и Макарском приморју.
Под притиском партизана у северној Далмацији, Италијани су повукли неке посаде из Буковице и истовремено предузели репресивне мере против локалног становништва. Селима Буковице ускраћено је снабдевање намирницама, у подручју западно од ушћа реке Крке опљачкана су читава села, а острво Иж је готово опустошено. Број концентрационих логора је увећан. Након овог су покренуте војне акције против партизана. Италијанске, домобранске и четничке снаге су током идућих месеци нападале партизане у северној и средњој Далмацији. Пошто ове акције нису получиле успеха, средином јуна покренут је велики италијански напад на Биоково. Тада је спаљено девет села, а део становништва одведен у интернацију.
Крајем јуна, у Далмацији је било 54.000 италијанских војника и официра, дмобрана, усташа и жандара 3.000, а четника око 4.000. У то је време под командом Штаба четврте оперативне зоне било седам батаљона, три чете и неколико водова и група у укупној јачини од око 2.000 бораца. Италијани су крајем јула почели да формирају специјалне формације, противкомунистичке добровољце (итал. VAC, Volontari anticommunisti).
Почетком јула италијанске јединице, подрупрте четницима Момчила Ђујића и уз подршку авијације, напали су код извора Зрмање део Одреда за северну Далмацију и два батаљона Трећег личког одреда. Истовремено су Италијани по целој Далмацији вршили мање акције чишћења, праћене многобројним хапшењима и интернацијама. Од 10. до 13. јула, непријатељ је извршио велик напад на Динару с намером да у потпуности уништи партизане. Непријатељ је био одбачен уз велике губитке.
Када је са ударним и пролетерским бригадама стигао на подручје Ливна, Врховни штаб Југославије је успоставио везу с далматинским јединицама. Дана 26. јула ма планини Цинцар састао се штаб Четврте оперативне зоне са Јосипом Брозом Титом и члановима Врховног штаба. На састанку је одлучено да се изврше припреме за формирање бригада у Далмацији, те да далматинске јединице узму учешћа у предстојећем нападу на Ливно. По ослобођењу Ливна и чишћењу Ливањског поља, проширена је слободна територија Четврте оперативне зоне.
У другој половини августа, италијанске снаге из Осамнаестог и Шестог армијског корпуса покренуле су тзв. Операцију Албија против партизанских јединица на Биокову. Против Италијана су се ангажовали делови Прве пролетерске бригаде и Одреда за средњу Далмацију и батаљон „Војин Зиројевић“. Италијани су у борбама претрпели теже губитке и обуставили операцију. Тада се десио и прилив нових бораца, а слободна територија обухватала је целу Динару, Свилају, Мосећ, Мосор и Биоково.
У октобру су Немци, Италијани, усташе, домобрани и четници извели тзв. Операцију Динара против јединица НОВЈ у југозападном делу Босне и у североисточном делу Далмације. Док су се Италијани били пробили до Ливањског поља, партизани су вршили нападе на колоне, посаде и саобраћај у средњем току Цетине, у подручју Биокова и Макарског приморја.
У првој половини новембра обе далматинске бригаде напустиле су Далмацију. Друга је ушла у састав Друге пролетерске, а Прва у састав Треће дивизије. Већ 12. новембра у селу Врба формирана је Трећа далматинска бригада, јачине око 650 бораца. У међувремену су, 10. новембра, између Биограда и Шибеника, италијанске снаге и антикомунистичке формације отпочеле напад против Приморског батаљона и вршиле чишћења становништва. У борби са Приморским батаљоном код села Сриме, 8. децембра, италијанске снаге и антикомунистичке јединице биле су поражене уз велике губитке.
Наређењем Врховног штаба од 18. децембра образована је Секција за ратну морнарицу, а 28. децембра у Подгори је успостављена станица Ратне морнарице. Десет дана после, пет италијанских ратних бродова је одбијено када су покушали да искрцају трупе на ослобођеној обали Подгоре.

### Борбе током 1943. године
Од почетка 1943. године, Италијани су почели са припремама за покретање Четврте непријатељске офанзиве, па су тако 2. јануара из Херцеговине пребацили у Далмацију око 3.000 четника. За то време је у селу Шошић, 7. јануара, основана Четврта далматинска бригада. Средином јануара, у Далмацији су дејствовале Трећа далматинска бригада на подручју Свилаје и њене околице, Четврта далматинска на подручју северно од Биокова и на слободној обали Макарског приморја, Динарски и Приморски батаљон на сектору Босанског Грахова, Мосорски батаљон на подручју Мосора и Севернодалматински батаљон с обе стране доњег тока Крке.
Дана 23. јануара формиран је Први морнарички партизански одред, а у првој половини фебруара Пета далматинска бригада. Од Треће, Четврте и Пете далматинске бригаде, 13. фебруара у Имотском формирана је Девета далматинска дивизија, а Штаб Четврте оперативне зоне преименован је у Штаб Девете дивизије. Преостале јединице у Далмацији, Биоковски одред, Севернодалматински батаљон, Камешничка, Мосорска и Трогирска чета, стављене су под команду новоформираног Штаба Групе партизанских одреда Далмације.
У току Четврте непријатељске офанзиве пет далматинских бригада било је у саставу Главне оперативне групе Врховног штаба НОВ и ПО Југославије, док су остале јединице у Далмацији појачале своју активност нападима на непријатељски саобраћај на копну и мору. Током јануара и фебруара извршено је четрнаест напада на разне бродове, а неки од њих су били заробљени. У марту су Италијани извели више акција у северној и средњој Далмацији, а почетком априла на острвима, против партизанских јединица и становништва. Само из подручја између Трогира и ушћа Крке овом приликом је одведено у логоре још 2.089 људи. Крајем маја, после низа мањих сукоба, четници су с надмоћним снагама предузели већи напад на јединице Книнског сектора. У овим борбама четници су успели да разбију један партизански батаљон. Када је месец дана касније италијанска Прва брза дивизија „Еугенио ди Савоја“ напустила северну Далмацију, борбе су се обновиле. Истовремено је активност партизанских јединица у средишњој Далмацији била удвостручена, док је у другој половини јуна у области Биокова више напада непријатеља било одбијено.
Штаб Осамнаестог армијског корпуса покренуо је крајем јуна више операција на целом простору Далмације, у намери да разбије партизанске јединице и разори њехове базе. Дана 1. јула отпочео је напад већих делова дивизије „Зара“ и четничке Динарске дивизије, уз учешће артиљерије и тенкова у подручју између Унске и Личке пруге, против јединица Книнског сектора (Друга личка бригада, Лички партизански одред и један батаљон Севернодалматинског одреда). После тродневних борби, непријатељ се повукао у полазне базе. Дана 9. јула, три батаљона дивизије Зара и антикомунистички добровољци, уз подршку технике, напали су главнину Севернодалматинског одреда на простроу између Вранског и Прикљанског језера. У борбама је одред био опкољен, али се 11. јула пробио из обруча. После тога су Италијани у сарадњи с Немцима покренули операције против партизанских јединица на Мосору и Биокову, које су трајале од 11. јула до 1. августа. Покушај опкољавања партизана није успео, али су притом италијанске снаге попалиле многа села и засеоке, те интернирале 883 и стрељале 97 људи. Ово је била последња велика операција италијанске војске у Далмацији.
Августа 1943, Велико фашистичко веће изгласало је неповерење Мусолинију, што је означило пад фашизма у Италији. Тада су јединице Книнског сектора управо продирале у средњу Далмацију. Њима се придружила и Десета крајишка ударна бригада. Због предстојеће капитулације Италије, Врховни штаб НОВЈ упутио је у Далмацију Прву далматинску бригаду. У првој половини августа формиран је Оперативни штаб за Далмацију, коме су биле потчињене све јединице НОВЈ у Далмацији. Деловање опертивног штаба убрзо је заменио Штаб Четврте оперативне зоне. Био је ослобођен низ места око Динаре, а борбе су сукоро обухватиле и целу Далмацију. Италијани су покушавали да контролишу ситуацију, али безуспешно. Партизанске јединице су 21. августа заробиле 300 домобрана, код села Ђеврске и Сриме погинуо је већи број италијанских војника.

## Борбе против немачких снага 1943–1944.
Очекујући капитулацију, италијанска војска је почетком септембра 1943. године почела са повлачењем ка лукама према обали. Немачке снаге су одмах из Лике започеле тзв. Операцију Леандер, односно запоседање места која су италијанске снаге напустиле, борећи се притом против јединица НОВЈ Книнског сектора. Два дана пре објаве капитулације Италије, делови 114. немачке дивизије и Седме СС дивизије „Принц Еуген“ заузели су Книн, Дрниш и Сињ. Дана 8. септембра била је основана Девета далматинска дивизија НОВЈ.
По објави капитулације Италије, јединице НОВЈ разоружале су главнину италијанске дивизије „Бергамо“, делове 17. обалне бригаде, приштапске делове Штаба 18. армијског корпуса, посаде и гарнизоне на острвима, неке посаде у северној и јужној Далмацији и запелниле голем ратни материјал, а по лукама и многе пловне објекте. У многим местима, њихови становници су сами разоружали италијанске посаде.
Продором Прве пролетерске дивизије преко Дувна и Аржана у Далмацију, а Четврте крајишке преко Босанског Грахова, средином и у другој половини септембра, дошло је до дуготрајних борби с немачким јединицама. Масовни устанак становништва Далмације након капитулације Италије и заплена велике количине ратног матријала омогућили су брзо попуњавање постојећих јединица НОВЈ и формирање нових, дванест бригада. Од тих бригада су, по наређењу Врховног штаба НОВЈ, у првој половини октобра формиране Деветнаеста, Двадесета и 26. далматинска дивизија НОВЈ. Од ових је дивизија 14. октобра био образован Осми далматински корпус НОВЈ. Први морнарички одред био је преформиран у Морнарицу НОВЈ, а од заплењених бродова формирано је неколико флотила.
Немачком заповедништву је од изузетне важности било запоседање Далмације, због потенцијалне могућности савезничког искрцавања. Овладавши комуникацијама у унутрашњости и градовима Задром, Шибеником и Сплитом, немачко заповедништво је половином октобра пребацило делове 264. немачке дивизије и отпочело са нападима у унуташњости ради обезбеђења позадине, те са нападима запоседања јадранске обале. Делови Седме СС и 118. дивизије су у борбама против делова 26. и 9. дивизије НОВЈ од 23. октобра, 10. новембра заузеле Пељешац. До друге половине новембра, немачке снаге овладале су обалом. Дана 22. децембра, уследио је немачки напад на острво Корчулу. После четверодневних борби, две бригаде 26. дивизије НОВЈ биле су присиљене да се повуку на суседна острва. На острву су немачке снаге извршиле тешке репресалије над становницима.
У првој половини јануара 1944. године, 19. дивизија НОВЈ је из бласти Босанског Грахова продрла у северну Далмацију. Главнина Девете дивизије дејствовала је у Гламочком и Ливањском пољу, 20. дивизија нападала је комуникације између Сиња и Дрниша, док је 26. дивизија имала задатак да брани острва. Од 13. до 20. јануара, јаке снаге 118. немачке дивизије искрцале су се на Шолту, Брач и Хвар, одакле су се делови 26. дивизије НОВЈ пребалцили на Вис. Почетком фебруара, немачке снаге су потиснуле јединице 19. дивизије НОВЈ из северне Далмације у јужну Лику, а неколико дана касније заузеле Босанско Грахово. У тешким борбама, наредних месеци је смањено бројно стање 9, 19. и 20. дивизије НОВЈ. Из унутрашњости на Вис били пребацивани рањеници и цивили избеглице. Влада НДХ, која је након капитулације Италије прогласила проширење власти на сву Далмацију, није успела да у Дламцији успостави свој апарат власти.
Средином марта, 19. дивизија НОВЈ продрла је у Буковицу, 20. дивизија изибила је у села јужно од Динаре, 9. дивизија вршила је чишћење села од четника и усташа у простору западно и северно од Ливна, док је ојачана 26. дивизија организовала одбрану Виса. Вис је постао центар Морнарице НОВЈ, полазна база за десантне операције на друга острва, седиште Обласног комитета КПЈ и Обласног НОО-а за Далмацију. Преко њега, од почетка 1944. године вршена је евакуација рањеника и, у првој половини 1944, 30.000 цивилних избеглица у Италију. Вис је тада био упориште од велике стратешке важности. То је било једино острво на Јадрану, које немачке снаге током рата никад нису успеле да заузму.
У другој половини марта, с Виса су делови 26. дивизије извршили напад на Хвар, разбили немачку посаду и повукли се. Дана 21. и 22. априла 1944. године, делови 26. дивизије НОВЈ искрцали су се на Корчулу и Мљет. На Корчули је било заробљено 459 немачких војника из 118. дивизије, а убијено 397 њих. По уништењу непријатељских упоришта, јединице НОВЈ су се повукле на Вис. У току Дрварске операције, 9. дивизија НОВЈ водила је вишедневне борбе на западном делу Динаре, а делови 20. дивизије напали су непријатељске посаде у Аржану, а у јуну у Триљу. Дана 1. јуна 1944, 26. дивизија извршила је препад на Брач и у петодневним борбама заробила 220 немачких војника, док их је 350 погинуло. Ускоро је на Вис стигао и Врховни штаб НОВЈ.
Почетком јула, 20. дивизија НОВЈ вршила је акције на подручју Динаре и касније одбила нападе делова Седме СС, 369. и 264. немачке дивизије на Камешницу. Крајем јула, дивизија је ослободила Врличку крајину, коју су у тешким борбама поновно заузеле немачко-усташко-четничке снаге. Средином јула, делови 264. дивизије покренули су у северној Далмацији прву фазу Операције Пестбојле. Средином августа, јединице НОВЈ пробиле су се из непријатељског обруча између Вранског језера и доњег тока Крке. У првој половини августа, 264. дивизија извела је у северној Далмацији Операxију Вињет против делова Морнарице НОВЈ и њених веза на копну. Крајем августа, уз садејство делова 19. дивизије НОВЈ, 9. дивизија напала је Грачац, али није успела да га заузме.

## Завршне борбе за ослобођење
По наређењу Врховног штаба НОВЈ, који је тада био на Вису, Осми корпус, јачине 22.000 бораца, 5. септембра отпочео је операције за ослобођење Далмације. Тада су у Далмацији биле немачке 264. и 118. дивизија, делови 373. и 369. дивизије и једног пука обалске артиљерије, шест самосталних артиљеријских дивизиона и мањи број самосталних батаљона, Шести и Седми усташки здруг, две домобранске бојне, Седми жандармеријски пук и око 4.500 четника. Дана 8. септембра, делови 26. далматинске дивизије искрцали су се на Хвар и убрзо очистили његов западни део. Дана 11. септембра, око три бригаде ове дивизије искрцале су се на Брач и у вишедневним борбама заробиле 583 немачка војника, а острво ослободиле. Дана 14. септембра, делови 26. дивизије искрцали су се на Корчулу, одакле се непријатељ без веће борбе повукао на Пељешац. Немачку посаду са Мљета принудио је на повлачење Мљетски партизански одред. Дана 15. септембра, делови 26. дивизије искрцали су се на Пељешац и у тродневним борбма ослободили полуострво до Стона, заробивши 491 немачког војника. Дана 22. септембра, биле је ослобођена и Шолта. Од 17. до 22. септембра, ослобођен је и источни део Хвара. Ослобођењем средњодалматинских острва завршила је прва фаза ослобођења Далмације.
На копну је Девета далматинска дивизија успешно напала посаде у простору Лапац–Срб, где јој се предало 426 домобрана. Деветнаеста дивизија је 10. септембра заузела Бенковац, затим га напустила и 7. октобра поновно ослободила. Ослобођење Бенковца имало је велик значај у овим крајевима и довело до расула четника у Равним котарима. За то време, 20. дивизија оперисала је источно и југоисточно од Дрниша. У ноћи 10./11. септембра, 9. дивизија заузела је Ливно, а 20. дивизија 21. октобра Аржано. Средином октобра, 118. немачка дивизија напустила је Далмацију, док је њен простор запосела 369. дивизија. Да би немачким снагама пресекла одступну комуникацију дуж мора, једна бригада 26. дивизије искрцала се, 15-16. октобра, на обалу између ушћа Неретве и Неума, а једна бригада је 18. октобра ослободила Стон. Дана 23. октобра, разбијена је колона 369. дивизије код Вуковог Кланца, где је заробљено 1265 немачких војника, док их је погинуло око 2000. У међувремену је 29. дивизија ослободила Дубровник. Између 18. и 22. октобра, две бригаде су се искрцале нба обалу између Крила и Башке Воде и наредних дана ослободиле део обале од Макарске до близине Сплита. До 25. октобра, јединице 20. и 26. дивизије НОВЈ ослободиле су Сињ и Дицмо. Наредне ноћи, непријатељске снаге су напустиле Сплит у који су 26. октобра ушли делови 20. и 26. дивизије. Девета дивизија ушла је 28. октобра у Имотски, а 19. дивизија у Задар. Крајњи југ до бококоторског залива, од 18. до 28. октобра, ослободили су мањи делови 26. дивизије.
Непријатељске снаге контролисале су још углавном простор Шибеник–Врлика–Книн–Обровац, који су држале 264. немачка дивизија, по један усташки и домобрански здруг и четници. Настављајући своје операције, 26. дивизија НОВЈ је 2. новембра напала непријатељске снаге код Врпоља, разбила их и продрла у Шибеник. Истовремено, 19. дивизија је у покрету са запада заузела Скрадин. Остале партизанске јединице успешно су деловале уз јадранску обалу. Због опасности од опкољавања, непријатељске јединице, у јачини око 1400 људи, су из простора Шибеника одступиле према Дрнишу, али су код Коњеврата нападнуте од делова 26. дивизије и присиљене на предају. По продору 26. дивизије ка Дрнишу и избијању 20. дивизије источно од комуникације Дрниш–Книн, непријатељске снахге су се повукле у Книн. Ослобођење Дрниша, 5. новембра, довело је до расула четничких снага у овом крају и заробљавања усташких јединица. Немачке снаге су, заједно са четницима и другим јединицама, одлучиле да под сваку цену задрже област Книна. У концентричном нападу од 25. новембра до 5. децембра, Осми корпус НОВЈ разбио је непријатељску одбрану и заузео Книн. Непријатељске снаге су претрпеле губитке од 6555 погинулих и 4758 заробљених, а заплењенна је велика количина оружја и друге ратне опреме.
После пораза непријатеља код Книна, Далмација је била ослобођена, али су далматинске дивизије с осталим јединицама НОВЈ наставиле борбе за ослобођење Херцеговине, Лике, Босне, Горског котара, Хрватског приморја, Истре и Словеначког приморја, све до краја рата.

## Биланс
Поред повезаности највећег дела становништва Далмације с Народноослободилачким покретом и његове подршке оружаној и илегалној борби, из Далмације је потекло 110.000 бораца и организованих активиста, од чега је у јединицама НОВЈ учествовало око 71.000 бораца.